# Tour du Limousin 2015
La 48e édition du Tour du Limousin se déroule du 18 au 21 août 2015.
Classé en catégorie 2.1 de l'UCI Europe Tour, le Tour du Limousin est par conséquent ouvert aux UCI ProTeams dans la limite de 50 % des équipes participantes, aux équipes continentales professionnelles, aux équipes continentales et à des équipes nationales.
L'épreuve est remportée par l'Italien Sonny Colbrelli.

## Présentation

### Parcours
Comme à son habitude, le Tour emprunte les routes vallonnées du Limousin, sans pour autant faire de véritable incursion sur les secteurs les plus élevés de la région. Le dénivelé positif est toutefois de 12 800 mètres.
La première étape relie Limoges à Saint-Yrieix-la-Perche en circulant sur les routes haut-viennoises du moyen plateau limousin, via Saint-Léonard-de-Noblat et Pierre-Buffière. L'étape s'achève par une grande boucle autour de la ville d'arrivée, qui fait des incursions dans les départements voisins en emmenant les coureurs vers Ségur-le-Château (Corrèze) puis Saint-Hilaire-les-Places et Jumilhac-le-Grand (Dordogne) avant de revenir sur Saint-Yrieix après avoir dû négocier la côte de Tindeix.
La deuxième étape relie Arnac-Pompadour à Lissac-sur-Couze. Après une boucle autour de la ville de départ effectuant un court passage en Dordogne, l'étape se déroule intégralement en Corrèze. C'est sans doute l'étape au relief le plus tourmenté : les coureurs traversent les collines de l'Yssandonnais (dont la côte du puy d'Ayen) et la vallée de la Vézère à trois reprises. Surtout, l'étape se termine par le relief accidenté du causse corrézien (côtes de Turenne et de Chaleil, et enfin ascension finale de la côte de Lissac).
La troisième étape se déroule entre Saint-Dizier-Leyrenne (Creuse) et Aigurande, dans l'Indre. Après avoir emprunté les routes du sud-ouest creusois, et traversé notamment Masbaraud-Mérignat, commune natale de Raymond Poulidor, la course s'élance vers le nord, passant le Taurion, traversant au sprint Bénévent-l'Abbaye, et gagnant les reliefs plus doux de la Marche puis du Boischaut Sud. L'étape se termine par une nouvelle boucle autour d'Aigurande.
La quatrième et dernière étape se déroule à nouveau en Haute-Vienne, au départ d'Aixe-sur-Vienne, et voit le peloton traverser la Châtaigneraie limousine vers Châlus puis la vallée de la Vienne, avant d'attaquer deux côtes successives qui pourraient s'avérer décisives (côtes de la Graulière et des Vignes). Le parcours s'achève comme d'habitude sur le boulevard de Beaublanc à Limoges.

### Équipes
Dix-neuf équipes participent à cette édition du Tour du Limousin - trois équipes professionnelles, onze équipes continentales professionnelles et cinq équipes continentales :
| UCI World Tour   | UCI World Tour | UCI World Tour |
| Nom de l'équipe  | Pays           | Code           |
| ---------------- | -------------- | -------------- |
| AG2R La Mondiale | France         | ALM            |
| FDJ              | France         | FDJ            |
| Movistar         | Espagne        | MOV            |

| Équipes continentales professionnelles | Équipes continentales professionnelles | Équipes continentales professionnelles |
| Nom de l'équipe                        | Pays                                   | Code                                   |
| -------------------------------------- | -------------------------------------- | -------------------------------------- |
| Bardiani CSF                           | Italie                                 | BAR                                    |
| Bretagne-Séché Environnement           | France                                 | BSE                                    |
| CCC Sprandi Polkowice                  | Pologne                                | CCC                                    |
| Caja Rural-Seguros RGA                 | Espagne                                | CJR                                    |
| Cofidis                                | France                                 | COF                                    |
| Europcar                               | France                                 | EUC                                    |
| Roompot Oranje Peloton                 | Pays-Bas                               | ROO                                    |
| Southeast                              | Italie                                 | STH                                    |
| Topsport Vlaanderen-Baloise            | Belgique                               | TSV                                    |
| Nippo-Vini Fantini                     | Italie                                 | VFN                                    |
| Wanty-Groupe Gobert                    | Belgique                               | WGG                                    |

| Équipes continentales   | Équipes continentales | Équipes continentales |
| Nom de l'équipe         | Pays                  | Code                  |
| ----------------------- | --------------------- | --------------------- |
| Armée de Terre          | France                | ADT                   |
| Auber 93                | France                | AUB                   |
| Marseille 13 KTM        | France                | M13                   |
| Roth-Škoda              | Suisse                | ROT                   |
| Roubaix Lille Métropole | France                | RLM                   |

## Déroulement de la course

### Classements des étapes
| Étape     | Date    | Villes étapes                      |                  | Distance (km) | Vainqueur d’étape  | Leader du classement général |
| --------- | ------- | ---------------------------------- | ---------------- | ------------- | ------------------ | ---------------------------- |
| 1re étape | 18 août | Limoges - Saint-Yrieix-la-Perche   | Étape accidentée | 176           | Sonny Colbrelli    | Sonny Colbrelli              |
| 2e étape  | 19 août | Arnac-Pompadour - Lissac-sur-Couze | Étape accidentée | 189           | Jesús Herrada      | Jesús Herrada                |
| 3e étape  | 20 août | Saint-Dizier-Leyrenne - Aigurande  | Étape accidentée | 186           | Rudy Molard        | Jesús Herrada                |
| 4e étape  | 21 août | Aixe-sur-Vienne - Limoges          | Étape accidentée | 165           | Maurits Lammertink | Sonny Colbrelli              |

### 1reétape
| Classement de l'étape | Classement de l'étape | Classement de l'étape | Classement de l'étape   | Classement de l'étape |
|                       | Coureur               | Pays                  | Équipe                  | Temps                 |
| --------------------- | --------------------- | --------------------- | ----------------------- | --------------------- |
| 1er                   | Sonny Colbrelli       | Italie                | Bardiani CSF            | en 4 h 38 min 49 s    |
| 2e                    | Andrea Pasqualon      | Italie                | Roth-Škoda              | m.t.                  |
| 3e                    | Timothy Dupont        | Belgique              | Roubaix Lille Métropole | m.t.                  |
| 4e                    | Simone Ponzi          | Italie                | Southeast               | m.t.                  |
| 5e                    | Enrique Sanz          | Espagne               | Movistar                | m.t.                  |
| 6e                    | Maciej Paterski       | Pologne               | CCC Sprandi Polkowice   | m.t.                  |
| 7e                    | Eduard Prades         | Espagne               | Caja Rural-Seguros RGA  | m.t.                  |
| 8e                    | David Menut           | France                | Auber 93                | m.t.                  |
| 9e                    | Maurits Lammertink    | Pays-Bas              | Roompot Oranje Peloton  | m.t.                  |
| 10e                   | Steven Tronet         | France                | Auber 93                | m.t.                  |
| modifier              |                       |                       |                         |                       |

| Classement général | Classement général  | Classement général | Classement général      | Classement général |
|                    | Coureur             | Pays               | Équipe                  | Temps              |
| ------------------ | ------------------- | ------------------ | ----------------------- | ------------------ |
| 1er                | Sonny Colbrelli     | Italie             | Bardiani CSF            | en 4 h 38 min 49 s |
| 2e                 | Guillaume Bonnafond | France             | AG2R La Mondiale        | + 2 s              |
| 3e                 | Andrea Pasqualon    | Italie             | Roth-Škoda              | + 4 s              |
| 4e                 | Nicolas Edet        | France             | Cofidis                 | + 5 s              |
| 5e                 | Timothy Dupont      | Belgique           | Roubaix Lille Métropole | + 6 s              |
| 6e                 | Guillaume Levarlet  | France             | Auber 93                | + 6 s              |
| 7e                 | Simone Ponzi        | Italie             | Southeast               | + 10 s             |
| 8e                 | Enrique Sanz        | Espagne            | Movistar                | + 10 s             |
| 9e                 | Maciej Paterski     | Pologne            | CCC Sprandi Polkowice   | + 10 s             |
| 10e                | Eduard Prades       | Espagne            | Caja Rural-Seguros RGA  | + 10 s             |
| modifier           |                     |                    |                         |                    |

### 2eétape
| Classement de l'étape | Classement de l'étape   | Classement de l'étape | Classement de l'étape        | Classement de l'étape |
|                       | Coureur                 | Pays                  | Équipe                       | Temps                 |
| --------------------- | ----------------------- | --------------------- | ---------------------------- | --------------------- |
| 1er                   | Jesús Herrada           | Espagne               | Movistar                     | en 4 h 50 min 3 s     |
| 2e                    | Davide Rebellin         | Italie                | CCC Sprandi Polkowice        | + 10 s                |
| 3e                    | Thomas Sprengers        | Belgique              | Topsport Vlaanderen-Baloise  | + 10 s                |
| 4e                    | Maurits Lammertink      | Pays-Bas              | Roompot Oranje Peloton       | + 10 s                |
| 5e                    | Eduard Prades           | Espagne               | Caja Rural-Seguros RGA       | + 10 s                |
| 6e                    | Rubén Fernández Andújar | Espagne               | Movistar                     | + 10 s                |
| 7e                    | Florian Vachon          | France                | Bretagne-Séché Environnement | + 10 s                |
| 8e                    | Nicolas Edet            | France                | Cofidis                      | + 10 s                |
| 9e                    | Sonny Colbrelli         | Italie                | Bardiani CSF                 | + 10 s                |
| 10e                   | Andrea Pasqualon        | Italie                | Roth-Škoda                   | + 10 s                |
| modifier              |                         |                       |                              |                       |

| Classement général | Classement général  | Classement général | Classement général          | Classement général |
|                    | Coureur             | Pays               | Équipe                      | Temps              |
| ------------------ | ------------------- | ------------------ | --------------------------- | ------------------ |
| 1er                | Jesús Herrada       | Espagne            | Movistar                    | en 9 h 28 min 52 s |
| 2e                 | Sonny Colbrelli     | Italie             | Bardiani CSF                | + 10 s             |
| 3e                 | Guillaume Bonnafond | France             | AG2R La Mondiale            | + 12 s             |
| 4e                 | Andrea Pasqualon    | Italie             | Roth-Škoda                  | + 14 s             |
| 5e                 | Davide Rebellin     | Italie             | CCC Sprandi Polkowice       | + 14 s             |
| 6e                 | Nicolas Edet        | France             | Cofidis                     | + 15 s             |
| 7e                 | Thomas Sprengers    | Belgique           | Topsport Vlaanderen-Baloise | + 16 s             |
| 8e                 | Guillaume Levarlet  | France             | Auber 93                    | + 16 s             |
| 9e                 | Eduard Prades       | Espagne            | Caja Rural-Seguros RGA      | + 20 s             |
| 10e                | Maurits Lammertink  | Pays-Bas           | Roompot Oranje Peloton      | + 20 s             |
| modifier           |                     |                    |                             |                    |

### 3eétape
| Classement de l'étape | Classement de l'étape | Classement de l'étape | Classement de l'étape        | Classement de l'étape |
|                       | Coureur               | Pays                  | Équipe                       | Temps                 |
| --------------------- | --------------------- | --------------------- | ---------------------------- | --------------------- |
| 1er                   | Rudy Molard           | France                | Cofidis                      | en 4 h 24 min 51 s    |
| 2e                    | Florian Vachon        | France                | Bretagne-Séché Environnement | m.t.                  |
| 3e                    | Julien Antomarchi     | France                | Roubaix Lille Métropole      | m.t.                  |
| 4e                    | Quentin Pacher        | France                | Armée de Terre               | m.t.                  |
| 5e                    | Hubert Dupont         | France                | AG2R La Mondiale             | m.t.                  |
| 6e                    | Giacomo Berlato       | Italie                | Nippo-Vini Fantini           | m.t.                  |
| 7e                    | Adrian Honkisz        | Pologne               | CCC Sprandi Polkowice        | m.t.                  |
| 8e                    | Nicolas Edet          | France                | Cofidis                      | m.t.                  |
| 9e                    | Clément Saint-Martin  | France                | Marseille 13 KTM             | + 4 s                 |
| 10e                   | Sonny Colbrelli       | Italie                | Bardiani CSF                 | + 4 s                 |
| modifier              |                       |                       |                              |                       |

| Classement général | Classement général  | Classement général | Classement général           | Classement général  |
|                    | Coureur             | Pays               | Équipe                       | Temps               |
| ------------------ | ------------------- | ------------------ | ---------------------------- | ------------------- |
| 1er                | Jesús Herrada       | Espagne            | Movistar                     | en 13 h 53 min 47 s |
| 2e                 | Rudy Molard         | France             | Cofidis                      | + 1 s               |
| 3e                 | Florian Vachon      | France             | Bretagne-Séché Environnement | + 5 s               |
| 4e                 | Sonny Colbrelli     | Italie             | Bardiani CSF                 | + 7 s               |
| 5e                 | Nicolas Edet        | France             | CofidisCCC Sprandi Polkowice | + 11 s              |
| 6e                 | Andrea Pasqualon    | Italie             | Roth-Škoda                   | + 12 s              |
| 7e                 | Guillaume Bonnafond | France             | AG2R La Mondiale             | + 12 s              |
| 8e                 | Davide Rebellin     | Italie             | CCC Sprandi Polkowice        | + 14 s              |
| 9e                 | Thomas Sprengers    | Belgique           | Topsport Vlaanderen-Baloise  | + 16 s              |
| 10e                | Quentin Pacher      | France             | Armée de Terre               | + 16 s              |
| modifier           |                     |                    |                              |                     |

### 4eétape
| Classement de l'étape | Classement de l'étape | Classement de l'étape | Classement de l'étape       | Classement de l'étape |
|                       | Coureur               | Pays                  | Équipe                      | Temps                 |
| --------------------- | --------------------- | --------------------- | --------------------------- | --------------------- |
| 1er                   | Maurits Lammertink    | Pays-Bas              | Roompot Oranje Peloton      | en 4 h 1 min 56 s     |
| 2e                    | Sonny Colbrelli       | Italie                | Bardiani CSF                | m.t.                  |
| 3e                    | Thomas Sprengers      | Belgique              | Topsport Vlaanderen-Baloise | m.t.                  |
| 4e                    | Eduard Prades         | Espagne               | Caja Rural-Seguros RGA      | m.t.                  |
| 5e                    | Samuel Dumoulin       | France                | AG2R La Mondiale            | m.t.                  |
| 6e                    | Timothy Dupont        | Belgique              | Roubaix Lille Métropole     | m.t.                  |
| 7e                    | Enrico Battaglin      | Italie                | Bardiani CSF                | m.t.                  |
| 8e                    | Anthony Roux          | France                | FDJ                         | m.t.                  |
| 9e                    | Maxime Renault        | France                | Auber 93                    | m.t.                  |
| 10e                   | Maxime Vantomme       | Belgique              | Roubaix Lille Métropole     | m.t.                  |
| modifier              |                       |                       |                             |                       |

| Classement général | Classement général  | Classement général | Classement général           | Classement général  |
|                    | Coureur             | Pays               | Équipe                       | Temps               |
| ------------------ | ------------------- | ------------------ | ---------------------------- | ------------------- |
| 1er                | Sonny Colbrelli     | Italie             | Bardiani CSF                 | en 17 h 55 min 41 s |
| 2e                 | Jesús Herrada       | Espagne            | Movistar                     | m.t.                |
| 3e                 | Rudy Molard         | France             | Cofidis                      | + 2 s               |
| 4e                 | Florian Vachon      | France             | Bretagne-Séché Environnement | + 7 s               |
| 5e                 | Maurits Lammertink  | Pays-Bas           | Roompot Oranje Peloton       | + 11 s              |
| 6e                 | Nicolas Edet        | France             | Cofidis                      | + 13 s              |
| 7e                 | Andrea Pasqualon    | Italie             | Roth-Škoda                   | + 14 s              |
| 8e                 | Thomas Sprengers    | Belgique           | Topsport Vlaanderen-Baloise  | + 14 s              |
| 9e                 | Guillaume Bonnafond | France             | AG2R La Mondiale             | + 14 s              |
| 10e                | Davide Rebellin     | Italie             | CCC Sprandi Polkowice        | + 16 s              |
| modifier           |                     |                    |                              |                     |

## Classements finals

### Évolution des classements
| Étape            | Vainqueur          | Classement général | Classement par points | Classement de la montagne | Classement du meilleur jeune | Classement par équipes  |
| ---------------- | ------------------ | ------------------ | --------------------- | ------------------------- | ---------------------------- | ----------------------- |
| 1                | Sonny Colbrelli    | Sonny Colbrelli    | Guillaume Bonnafond   | Giorgio Cecchinel         | Sonny Colbrelli              | CCC Sprandi Polkowice   |
| 2                | Jesús Herrada      | Jesús Herrada      | Baptiste Planckaert   | Baptiste Planckaert       | Jesús Herrada                | Movistar                |
| 3                | Rudy Molard        | Jesús Herrada      | Baptiste Planckaert   | Giorgio Cecchinel         | Jesús Herrada                | Movistar                |
| 4                | Maurits Lammertink | Sonny Colbrelli    | Baptiste Planckaert   | Romain Combaud            | Sonny Colbrelli              | Roubaix Lille Métropole |
| Classement final | Classement final   | Sonny Colbrelli    | Baptiste Planckaert   | Romain Combaud            | Sonny Colbrelli              | Roubaix Lille Métropole |

## Liste des coureurs
| Légende | Légende                                                                                                  | Légende | Légende                                                                                         |
| ------- | --- | ------- | ----------------------------------------------------------------------------------------------- |
| Num     | Dossard de départ porté par le coureur                                                                   | Pos     | Position finale au classement général                                                           |
|         | Indique le vainqueur du classement général                                                               |         | Indique le vainqueur du classement de la montagne                                               |
|         | Indique le vainqueur du classement par points                                                            |         | Indique le vainqueur du classement du meilleur jeune                                            |
| #       | Indique la meilleure équipe                                                                              |         |                                                                                                 |
| NP      | Indique un coureur qui n'a pas pris le départ d'une étape, suivi du numéro de l'étape où il s'est retiré | AB      | Indique un coureur qui n'a pas terminé une étape, suivi du numéro de l'étape où il s'est retiré |
| HD      | Indique un coureur qui a terminé une étape hors des délais, suivi du numéro de l'étape                   | HC      | Indique un coureur mis hors course, suivi du numéro de l'étape                                  |

| Southeast STH | Southeast STH            | Southeast STH |
| ------------- | ------------------------ | ------------- |
| Num           | Coureur                  | Pos           |
| 1             | Mauro Finetto (ITA)      | 23            |
| 2             | Giorgio Cecchinel (ITA)  | 108           |
| 3             | Elia Favilli (ITA)       | NP-3          |
| 4             | Andrea Fedi (ITA)        | 65            |
| 5             | Manuel Belletti (ITA)    | AB-1          |
| 6             | Francesco Gavazzi (ITA)  | AB-2          |
| 7             | Tomas Gil Martinez (VEN) | 99            |
| 8             | Simone Ponzi (ITA)       | 50            |

| Europcar EUC | Europcar EUC              | Europcar EUC |
| ------------ | ------------------------- | ------------ |
| Num          | Coureur                   | Pos          |
| 11           | Giovanni Bernaudeau (FRA) | 45           |
| 12           | Yannick Martinez (FRA)    | 69           |
| 13           | Maxime Méderel (FRA)      | 57           |
| 14           | Yohann Gène (FRA)         | 92           |
| 15           | Vincent Jérôme (FRA)      | 56           |
| 16           | Bryan Nauleau (FRA)       | 48           |
| 17           | Alexandre Pichot (FRA)    | 98           |
| 18           | Thomas Voeckler (FRA)     | 54           |

| FDJ | FDJ                     | FDJ  |
| --- | ----------------------- | ---- |
| Num | Coureur                 | Pos  |
| 21  | Arnold Jeannesson (FRA) | 55   |
| 22  | Anthony Geslin (FRA)    | 96   |
| 23  | Fabien Doubey (FRA)     | AB-2 |
| 25  | Anthony Roux (FRA)      | 38   |
| 26  | Jérémy Roy (FRA)        | 77   |
| 27  | Benoît Vaugrenard (FRA) | 60   |
| 28  | Arthur Vichot (FRA)     | 68   |

| AG2R La Mondiale ALM | AG2R La Mondiale ALM      | AG2R La Mondiale ALM |
| -------------------- | ------------------------- | -------------------- |
| Num                  | Coureur                   | Pos                  |
| 31                   | Julien Bérard (FRA)       | AB-4                 |
| 32                   | Guillaume Bonnafond (FRA) | 9e                   |
| 33                   | Axel Domont (FRA)         | 78                   |
| 34                   | Hubert Dupont (FRA)       | 66                   |
| 35                   | Quentin Jauregui (FRA)    | AB-3                 |
| 36                   | Florent Pereira (FRA)     | 70                   |
| 37                   | François Bidard (FRA)     | 74                   |
| 38                   | Samuel Dumoulin (FRA)     | 61                   |

| Movistar MOV | Movistar MOV                  | Movistar MOV |
| ------------ | ----------------------------- | ------------ |
| Num          | Coureur                       | Pos          |
| 41           | Igor Antón (ESP)              | 102          |
| 42           | Eros Capecchi (ITA)           | ab4          |
| 43           | Rubén Fernández Andújar (ESP) | 93           |
| 44           | John Gadret (FRA)             | 33           |
| 45           | Dayer Quintana (COL)          | 58           |
| 46           | Jon Izagirre (ESP)            | 104          |
| 47           | Jesús Herrada (ESP)           | 2e           |
| 48           | Enrique Sanz (ESP)            | ab4          |

| Bretagne-Séché Environnement BSE | Bretagne-Séché Environnement BSE | Bretagne-Séché Environnement BSE |
| -------------------------------- | -------------------------------- | -------------------------------- |
| Num                              | Coureur                          | Pos                              |
| 51                               | Pierrick Fédrigo (FRA)           | 46                               |
| 52                               | Matthieu Boulo (FRA)             | 51                               |
| 53                               | Anthony Delaplace (FRA)          | 59                               |
| 54                               | Brice Feillu (FRA)               | 79                               |
| 55                               | Armindo Fonseca (FRA)            | 36                               |
| 56                               | Christophe Laborie (FRA)         | 91                               |
| 57                               | Pierre-Luc Périchon (FRA)        | 87                               |
| 58                               | Florian Vachon (FRA)             | 4e                               |

| Caja Rural-Seguros RGA CJR | Caja Rural-Seguros RGA CJR | Caja Rural-Seguros RGA CJR |
| -------------------------- | -------------------------- | -------------------------- |
| Num                        | Coureur                    | Pos                        |
| 61                         | Eduard Prades (ESP)        | 15e                        |
| 62                         | Heiner Parra (COL)         | 24                         |
| 63                         | Javier Aramendia (ESP)     | 75                         |
| 64                         | Carlos Antón Jiménez (ESP) | AB-4                       |
| 65                         | Fernando Grijalba (ESP)    | AB-4                       |

| Cofidis COF | Cofidis COF                    | Cofidis COF |
| ----------- | ------------------------------ | ----------- |
| Num         | Coureur                        | Pos         |
| 71          | Loïc Chetout (FRA)             |             |
| 72          | Nicolas Edet (FRA)             | 6e          |
| 74          | Luis Angel Mate Mardones (ESP) | 43          |
| 75          | Rudy Molard (FRA)              | 3e          |
| 76          | Florian Sénéchal (FRA)         | 64          |
| 77          | Kenneth Van Bilsen (BEL)       | ab4         |
| 78          | Louis Verhelst (BEL)           | 97          |

| Wanty-Groupe Gobert WGG | Wanty-Groupe Gobert WGG | Wanty-Groupe Gobert WGG |
| ----------------------- | ----------------------- | ----------------------- |
| Num                     | Coureur                 | Pos                     |
| 81                      | Enrico Gasparotto (ITA) | AB-1                    |
| 82                      | Simone Antonini (ITA)   | 84                      |
| 83                      | Francis de Greef (BEL)  | 27                      |
| 84                      | Boris Dron (BEL)        | AB-2                    |
| 85                      | Yannick Eijssen (BEL)   | ab4                     |
| 86                      | Jan Ghyselinck (BEL)    | 71                      |
| 87                      | Marco Minnaard (NED)    | 25                      |
| 88                      | Romain Barroso (FRA)    | AB-3                    |

| Topsport Vlaanderen-Baloise TSV | Topsport Vlaanderen-Baloise TSV | Topsport Vlaanderen-Baloise TSV |
| ------------------------------- | ------------------------------- | ------------------------------- |
| Num                             | Coureur                         | Pos                             |
| 91                              | Thomas Sprengers (BEL)          | 8e                              |
| 92                              | Sander Helven (BEL)             | AB-3                            |
| 93                              | Gijs Van Hoecke (BEL)           | 17e                             |
| 94                              | Arthur Vanoverberghe (BEL)      | AB-3                            |
| 95                              | Floris De Tier (BEL)            | 26                              |
| 96                              | Pieter Jacobs (BEL)             |                                 |
| 97                              | Stijn Steels (BEL)              | ab4                             |
| 98                              | Jef Van Meirhaeghe (BEL)        | AB-4                            |

| Bardiani CSF BAR | Bardiani CSF BAR                 | Bardiani CSF BAR |
| ---------------- | -------------------------------- | ---------------- |
| Num              | Coureur                          | Pos              |
| 101              | Enrico Battaglin (ITA)           | 37               |
| 102              | Stefano Pirazzi (ITA)            | 105              |
| 103              | Sonny Colbrelli (ITA)            | 1er              |
| 104              | Nicola Ruffoni (ITA)             |                  |
| 105              | Enrico Barbin (ITA)              | 100              |
| 106              | Luca Chirico (ITA)               | 31               |
| 107              | Francesco Manuel Bongiorno (ITA) | 89               |
| 108              | Alessandro Tonelli (ITA)         | 107              |

| CCC Sprandi Polkowice CCC | CCC Sprandi Polkowice CCC    | CCC Sprandi Polkowice CCC |
| ------------------------- | ---------------------------- | ------------------------- |
| Num                       | Coureur                      | Pos                       |
| 111                       | Adrian Kurek (POL)           | 103                       |
| 112                       | Adrian Honkisz (POL)         | 90                        |
| 113                       | Christian Delle Stelle (ITA) | 111                       |
| 114                       | Grega Bole (SLO)             | 41                        |
| 115                       | Maciej Paterski (POL)        | 19e                       |
| 116                       | Davide Rebellin (ITA)        | 10e                       |
| 118                       | Mateusz Taciak (POL)         | 101                       |

| Roompot Oranje Peloton IAM | Roompot Oranje Peloton IAM | Roompot Oranje Peloton IAM |
| -------------------------- | -------------------------- | -------------------------- |
| Num                        | Coureur                    | Pos                        |
| 121                        | Marc de Maar (NED)         | 25                         |
| 122                        | Etienne van Empel (NED)    | 94                         |
| 123                        | Reinier Honig (NED)        | 72                         |
| 124                        | Michel Kreder (NED)        | 18e                        |
| 125                        | Raymond Kreder (NED)       | 95                         |
| 126                        | Maurits Lammertink (NED)   | 5e                         |
| 128                        | Mike Terpstra (NED)        | 28                         |

| Nippo-Vini Fantini VFN | Nippo-Vini Fantini VFN     | Nippo-Vini Fantini VFN |
| ---------------------- | -------------------------- | ---------------------- |
| Num                    | Coureur                    | Pos                    |
| 131                    | Damiano Cunego (ITA)       | 22                     |
| 132                    | Riccardo Stacchiotti (ITA) | 76                     |
| 133                    | Mattia Pozzo (ITA)         | ab4                    |
| 134                    | Giacomo Berlato (ITA)      | 82                     |
| 135                    | Pierpaolo De Negri (ITA)   | 62                     |
| 136                    | Eduard-Michael Grosu (ROU) | ab4                    |
| 137                    | Manabu Ishibashi (JPN)     | AB-3                   |
| 138                    | Alessandro Malaguti (ITA)  | 88                     |

| Marseille 13 KTM M13 | Marseille 13 KTM M13       | Marseille 13 KTM M13 |
| -------------------- | -------------------------- | -------------------- |
| Num                  | Coureur                    | Pos                  |
| 141                  | Ignatas Konovalovas (LTU)  | 29                   |
| 143                  | Julien El Fares (FRA)      | 52                   |
| 144                  | Julien Loubet (FRA)        | AB-2                 |
| 145                  | Clément Penven (FRA)       | 110                  |
| 146                  | Clément Saint-Martin (FRA) | 14e                  |
| 147                  | Grégoire Tarride (FRA)     | 85                   |
| 148                  | Evaldas Šiškevičius (LTU)  | 73                   |

| Auber 93 AUB | Auber 93 AUB                             | Auber 93 AUB |
| ------------ | ---------------------------------------- | ------------ |
| Num          | Coureur                                  | Pos          |
| 151          | César Bihel (FRA)                        | 109          |
| 152          | Maxime Renault (FRA)                     | 21           |
| 153          | Julien Guay (FRA)                        | 32           |
| 154          | Alo Jakin (EST)                          | ab 4         |
| 155          | Guillaume Levarlet (FRA)                 | 13e          |
| 156          | David Menut (FRA)                        | 40           |
| 157          | Steven Tronet (FRA) → Champion de France | 67           |
| 158          | Théo Vimpère (FRA)                       | 34           |

| Roubaix Lille Métropole RLM | Roubaix Lille Métropole RLM | Roubaix Lille Métropole RLM |
| --------------------------- | --------------------------- | --------------------------- |
| Num                         | Coureur                     | Pos                         |
| 161                         | Julien Antomarchi (FRA)     | 35                          |
| 162                         | Thomas Damuseau (FRA)       | 30                          |
| 163                         | Timothy Dupont (BEL)        | 81                          |
| 164                         | Jérémy Leveau (FRA)         | NP-2                        |
| 165                         | Romain Pillon (FRA)         | ab4                         |
| 166                         | Baptiste Planckaert (BEL)   | 83                          |
| 167                         | Jimmy Turgis (FRA)          | 20e                         |
| 168                         | Maxime Vantomme (BEL)       | 16e                         |

| Armée de Terre ADT | Armée de Terre ADT      | Armée de Terre ADT |
| ------------------ | ----------------------- | ------------------ |
| Num                | Coureur                 | Pos                |
| 171                | Romain Combaud (FRA)    | 11e                |
| 172                | Julien Duval (FRA)      | AB-4               |
| 173                | Yoann Barbas (FRA)      | 63                 |
| 174                | Kévin Lebreton (FRA)    | 86                 |
| 175                | Jérôme Mainard (FRA)    | AB-4               |
| 176                | Jimmy Raibaud (FRA)     | 53                 |
| 177                | Quentin Pacher (FRA)    | 12e                |
| 178                | Étienne Tortelier (FRA) | 112                |

| Roth-Škoda ROT | Roth-Škoda ROT               | Roth-Škoda ROT |
| -------------- | ---------------------------- | -------------- |
| Num            | Coureur                      | Pos            |
| 181            | Nico Brüngger (SUI)          | 113            |
| 182            | Michael Bresciani (ITA)      | AB-4           |
| 183            | Lukas Jaun (SUI)             | 106            |
| 184            | Tristan Marguet (SUI)        | AB-3           |
| 185            | Andrea Pasqualon (ITA)       | 7e             |
| 186            | Temesgen Teklehaimanot (ERI) | AB-4           |
| 187            | Andrea Vaccher (ITA)         | 47             |
| 188            | Silvan Dieterich (SUI)       | AB-3           |